# Die drei Mannequins
Die drei Mannequins ist ein deutscher Stummfilm aus dem Jahre 1926 von Jaap Speyer mit Grit Haid, Helga Molander und Elisabeth Pinajeff in den Titelrollen.

## Handlung
Drei junge Frauen der „wilden“ 1920er Jahre haben ihr Träume: sie wollen auf den Laufsteg, wollen Kleider vorführen und Mannequins werden. Jede von ihnen hat eine andere Herkunft und vielleicht auch die eine oder andere Illusion im Kopf, was den Beruf eines Mannequins, eines Models, betrifft. Eine der jungen Frauen kommt aus der Gosse, ein „Kellerkind“ mit hohen (aber vielleicht nicht allzu realistischen) Ambitionen, das auf diesem Wege erst als Geliebte bei einem Bankier und schließlich beim Film landet und dort, wegen unverkennbarer Talentlosigkeit, scheitert. Immerhin findet sie in einem Ladenjungen einen Mann, der es ernst mit ihr meint. Die zweite ist vom Typus eher unauffällig-unbedeutend. Auch sie träumt vom (gesellschaftlichen) Aufstieg, muss aber erkennen, dass die Bäume nicht in den Himmel wachsen und kehrt daraufhin reumütig zu ihrem Galan, einen einfachen Kellner, zurück. 
Die dritte wiederum wird, obwohl aus vornehmen Haus stammend, durch die Not familiärer Bevormundung und Drangsalierung auf den Laufsteg getrieben. Ihr angeblich adeliger Bräutigam entlobt sich daraufhin von ihr und entpuppt sich schließlich als schmieriger Hochstapler, der dank seiner Umtriebigkeit und Verschwendungssucht im Gefängnis landet. Auch ihre Eltern verstoßen sie, denn ein Mannequin ist in ihren Augen kein gesellschaftlich akzeptierter Beruf für eine wohlerzogene junge Dame aus „besseren Kreisen“. Sie sind bitter enttäuscht, haben sie doch geglaubt, ihre Tochter hätte den Beruf einer Sekretärin ergriffen. Doch dann wendet sich das Blatt des dritten Mannequins zum Besseren, und sie lernt einen Mann kennen, der als tüchtiger Geschäftsreisender einer Firma zwar kein Adelsprädikat besitzt, dafür aber sehr viel Anstand und Liebe für die junge Frau.

## Produktionsnotizen
Die drei Mannequins entstand im Mai und Juni 1926 im Terra-Glashaus (Berlin), passierte die Filmzensur am 5. August 1926 und wurde zwei Tage darauf in Berlins Marmorhaus uraufgeführt. Der mit Jugendverbot belegte Sechsakter besaß eine Länge von 1950 Meter.
Hans Jacoby gestaltete die Filmbauten.

## Kritik
Das Grazer Tagblatt resümierte: „Ein Film, der Anspruch auf Anerkennung erheben darf: Der Stoff ist fesselnd behandelt, die Darstellung der Hauptrollen künstlerisch hochwertig.“
Im Kino-Journal hieß es kurz: „Reiche Abwechslung, prunkvolle Szenenbilder.“